# Polygon Gorge
Die Polygon Gorge (englisch für Vieleckschlucht) ist eine 600 m lange, zwischen 10 und 15 m breite und 25 m tiefe Schlucht an der Ingrid-Christensen-Küste des ostantarktischen Prinzessin-Elisabeth-Lands. In den Vestfoldbergen führt sie in nord-südlicher Ausrichtung vom Krok Lake zum Polygon Valley. Sie ist die westliche zweier Schluchten am Ende des Krok Lake.
Das Antarctic Names Committee of Australia benannte sie 1984 in Anlehnung an die Benennung des benachbarten Tals.